# Lijst van konijnenrassen in de Benelux
Van het gedomesticeerde konijn zijn er in de Benelux vele rassen erkend. Van veel rassen zijn er meerdere kleurslagen en tekeningen erkend.

## Dwergrassen
| Angoradwerg                |         | Bijzondere haarstructuren |
| Kleurdwerg                 | be - nl | Kleur                     |
| Kleurdwerg met rexbeharing | be - nl | Bijzondere haarstructuren |
| Hermelijn                  | be      | Wit                       |
| Leeuwenkop                 |         | half-langhaar             |
| Nederlandse hangoordwerg   | be - nl | Hangoren                  |
| Polish of haasdwerg        |         |                           |
| Pool blauwoog              | be - nl | Wit                       |
| Pool roodoog               | be - nl | Wit                       |
| Teddy dwerg                | be - nl | Kleur langhaar            |
| Zilvervos dwerg            | be - nl |                           |

## Kleine rassen
| Donker grannen = België: zwart grannen | nl      |                       |
| Engelse vlinder                        | be      | Tekening              |
| Engels zilver                          | be      | Verzilvering pareling |
| Franse havanna                         | be      | kleur                 |
| Hollander                              | be - nl | Tekening              |
| Hulstlander                            | be - nl | Wit                   |
| Kastanjebruin van Lorreynen            | be      | kleur                 |
| Klein chinchilla                       | be - nl | kleur                 |
| Klein lotharinger                      | be - nl | Tekening              |
| Klein zilver                           | nl      | Verzilvering pareling |
| Lynx                                   | be      | kleur                 |
| Marburger Feh                          | be - nl | Verzilvering pareling |
| Parelfeh                               | be - nl | Verzilvering pareling |
| Parelgrijs van Halle                   | be      | kleur                 |
| Rus                                    | be - nl | Tekening              |
| Sachsen gold                           | be - nl | kleur                 |
| Steenkonijn                            | be      | kleur                 |
| Tankonijn                              | be - nl | Kleurpatroon          |
| Thrianta                               | be - nl | Kleur                 |
| Tsjechische rode                       |         |                       |
| Weners                                 | be - nl | kleur                 |

## Middenrassen
| Alaska                             | be - nl |  | Kleur                 |
| Beige                              | be - nl |  | Kleur                 |
| Belgisch zilver                    |         |  |                       |
| Blauw van Ham                      | be      |  | Kleur                 |
| Blauw van Sint-Niklaas             | be      |  | Kleur                 |
| Californian                        | be -nl  |  | Wit                   |
| Deilenaar                          | be - nl |  | Kleur                 |
| Duitse hangoor = kleine hangoor be | be - nl |  | Hangoren              |
| Eksterkonijn                       | nl      |  | Tekening              |
| Engelse hangoor                    | be - nl |  | Hangoren              |
| Vale van Bourgondië                |         |  |                       |
| Gouwenaar                          | be - nl |  | Kleur                 |
| Groot chinchilla                   | be - nl |  | Kleur                 |
| Groot zilver                       | be - nl |  | Verzilvering pareling |
| Havana                             | be - nl |  | Kleur                 |
| Japanner                           | be - nl |  | Tekening              |
| Kunder hangoor                     | nl      |  | Kleur                 |
| Luchs                              | be - nl |  | Kleur                 |
| Marburger Feh                      | be - nl |  | Kleur                 |
| Marter                             | be - nl |  | Kleurpatroon          |
| Meissner hangoor                   | be - nl |  | Hangoren              |
| Nieuw-zeelander (wit)              | be - nl |  | Wit                   |
| Nieuw-zeelander (zwart)            | be - nl |  | Kleur                 |
| Normandier                         | be      |  | Kleur                 |
| Papillon                           | be - nl |  | Tekening              |
| Parelfeh                           | be - nl |  | Verzilvering pareling |
| Rijnlander                         | be - nl |  | Tekening              |
| Rode nieuw-zeelander               | be - nl |  | Kleur                 |
| Sallander                          | be - nl |  | Kleurpatroon          |
| Satijn                             | be - nl |  | Kleur                 |
| Thüringer                          | be - nl |  | Kleurpatroon          |
| Van Beveren                        | be - nl |  | Kleur                 |
| Van Beveren                        | be - nl |  | Wit                   |
| Wit van de Vendée                  |         |  |                       |
| Wit van Dendermonde                | be      |  | Wit                   |
| Witte van Hôtot                    | be - nl |  | Tekening              |
| Zandkleur van de Vogezen           | be      |  | Kleur                 |
| Zilvervos                          | be - nl |  | Kleurpatroon          |
| Zilver van Champagne               | be      |  | Verzilvering pareling |

## Grote rassen
| Belgische haas (kleur) | be          | Kleur    |
| Duitse Reus            | Niet erkend | ?        |
| Franse hangoor (kleur) | be - nl     | Hangoren |
| Franse hangoor (wit)   | be - nl     | Wit      |
| Gele van Bourgondië    | nl          | Kleur    |
| Lotharinger            | nl          | Tekening |
| Vale van Bourgondië    | be          | Kleur    |
| Vlaamse reus (kleur)   | be - nl     | Kleur    |
| Vlaamse reus (wit)     | be - nl     | Wit      |
| Witte van Bouscat      | be          | Wit      |

## Rassen met bijzondere haarstructuur
| Angora          | be - nl | Bijzondere haarstructuren |
| Angoradwerg     | be - nl | Bijzondere haarstructuren |
| Rex             | be - nl | Bijzondere haarstructuren |
| Rexdwerg        | be - nl | Bijzondere haarstructuren |
| Satijn          | be - nl | Bijzondere haarstructuren |
| Voskonijn       | be - nl | Bijzondere haarstructuren |
| Voskonijn dwerg | be - nl | Bijzondere haarstructuren |

## Groepindeling
Bij een tentoonstelling van kleindieren worden de konijnen ingedeeld in groepen; een groep van dieren wordt qua puntentelling op gelijke wijze beoordeeld.
1. Kleur
2. Tekening
3. Verzilvering pareling
4. Kleurpatroon
5. Wit
6. Hangoren
7. Bijzondere haarstructuren

### Kleur
| Type en bouw                   | 20 |
| Gewicht                        | 10 |
| Pels en pelsconditie           | 20 |
| Kop en oren/benen en stelling  | 15 |
| Dekkleur en buikkleur          | 15 |
| Tussen en grondkleur           | 15 |
| Lichaamsconditie en verzorging | 5  |

### Tekening
| Type en bouw                   | 20 |
| Gewicht                        | 10 |
| Pels en pelsconditie           | 20 |
| Koptekening                    | 15 |
| Lichaamstekening               | 15 |
| Kleur                          | 15 |
| Lichaamsconditie en verzorging | 5  |

### Verzilvering pareling
| Type en bouw                     | 20 |
| Gewicht                          | 10 |
| Pels en pelsconditie             | 20 |
| Verzilvering, nuance of pareling | 15 |
| Gelijkmatigheid                  | 15 |
| Tussen en grondkleur             | 15 |
| Lichaamsconditie en verzorging   | 5  |

### Kleurpatroon
| Type en bouw                   | 20 |
| Gewicht                        | 10 |
| Pels en pelsconditie           | 20 |
| Patroon of uitmonstering       | 15 |
| Dek en buikkleur               | 15 |
| Tussen en grondkleur           | 15 |
| Lichaamsconditie en verzorging | 5  |

### Wit
| Type en bouw                   | 20 |
| Gewicht                        | 10 |
| Pels en pelsconditie           | 20 |
| Kop                            | 15 |
| Oren                           | 15 |
| Kleur                          | 15 |
| Lichaamsconditie en verzorging | 5  |

### Hangoren
| Type en bouw                   | 20 |
| Gewicht                        | 10 |
| Pels en pelsconditie           | 20 |
| kopvorm / oorstructuur         | 15 |
| oren (behang)                  | 15 |
| kleur (manteltekening)         | 15 |
| lichaamsconditie en verzorging | 5  |

### Bijzondere haarstructuren
| gewicht                        | 10 |
| type bouw en stelling          | 20 |
| pels structuur en pelsconditie | 20 |
| pels dichttheid en lengte      | 15 |
| dek en buikkleur               | 15 |
| tussen en grondkleur           | 15 |
| lichaamsconditie en verzorging | 5  |